# Ritratto di Federico da Montefeltro col figlio Guidobaldo
Il Ritratto di Federico da Montefeltro col figlio Guidobaldo è un dipinto, tempera su tavola, forse di Pedro Berruguete (ma è stato attribuito anche a Giusto di Gand e a Melozzo da Forlì), databile al 1475 circa e oggi conservato nella Galleria nazionale delle Marche a Urbino.

## Storia
L'opera è forse la più importante dello spagnolo Pedro Berruguete eseguita alla corte di Urbino di Federico da Montefeltro, dove era stato chiamato nel 1474 assieme a un altro pittore di scuola fiamminga: Giusto di Gand. Per entrambi fu importante, qui, l'incontro con l'opera degli italiani Piero della Francesca e Melozzo da Forlì.

## Descrizione e stile
La tavola ha un formato verticale ed è impostata con un punto di fuga della prospettiva a sinistra della scena, per cui farebbe pensare a uno scomparto destro di un dittico o comunque a un'opera già in pendant con qualcos'altro.
Il ritratto di Federico è denso di simboli del suo potere, dei suoi interessi culturali e del suo prestigio. Egli indossa l'armatura, una cappa di broccato rosso e una stola d'ermellino sulla quale si vede il collare dell'Ordine dell'Ermellino conferitogli dal re di Napoli, cinge in vita la spada e porta sulla gamba sinistra il simbolo dell'Ordine della Giarrettiera ricevuto dal re d'Inghilterra, mentre in primo piano si trovano appoggiati a terra l'elmo chiuso e il bastone di comando. Una mitra tempestata di perle posta sulla mensola lignea traforata in alto a sinistra è il segno della sua dignità ducale.
Il duca, seduto su un austero seggiolone, sta leggendo un manoscritto rilegato in cuoio rosso. L'atteggiamento sembra quasi voler sottolineare come l'attività speculativa sia nutrimento di quella pubblica, all'insegna dell'ideale umanistico di armonia tra negotium (vita attiva) e otium (attività meditativa e speculativa). 
Accanto a Federico, appoggiato al suo ginocchio destro, sta il figlioletto Guidobaldo, futuro duca d'Urbino, che è abbigliato con una sfarzosa pellanda piena di gioielli e tiene già in mano lo scettro del potere, a indicare la sua condizione di successore nel dominio. 
Tra le notazioni stilistiche dell'opera va sottolineata la maniera del tutto particolare del pittore di fondere l'attenzione al dettaglio ed ai riflessi luminosi che esso produce della pittura fiamminga con una composizione sintetica e con pause della tradizione italiana. La padronanza della prospettiva matematica, una delle ossessioni della scuola urbinate, è testimoniata dall'intelaiatura della stanza e dal soffitto, dove sono presenti lacunari lignei scorciati.